# トレイルハウンド
トレイルハウンド（英: Trailhound）は、イギリスのカンバーランド西部原産のセントハウンド犬種である。犬種名に原産国名を冠してイングリッシュ・トレイルハウンド（英：English Trailhound）とも呼ばれる。

## 歴史
18世紀ごろに作出されたといわれているが、いつごろ生い立ったのかははっきりとは分かっていない。狩猟能力が高く、且つ更に俊足な犬を目指して作り出された。作出の目的は猟犬としてだけでなく、レーシング・ドッグとしても使うことの出来るような犬を作ることであった。イングリッシュ・フォックスハウンドに地元のセントハウンド、イングリッシュ・グレイハウンドを掛け合わせることにより作出された。
セントハウンドとしては、パックでキツネを狩るのに用いられた。嗅覚で獲物を探し出し、発見するとグレイハウンド譲りの俊足で追いかけ、自ら仕留めた。キツネだけでなく、ノウサギも狩ることが出来る。
レーシング・ドッグとしては、長いアニスの人工道を駆け巡る。トレイルハウンドのレースは競馬とは違い、専用の調教を必要とせず、全く犬にストレスがかからない。犬たちはターゲットであるウサギの毛の付いたルアーを追って疾走する。このことを一部では動物虐待の一種であるとみなす人もいるが、既出の通り馬のレースのように厳しい調教を必要としないだけでなく、グレイハウンドレースのように極端な淘汰や悪待遇もない。また、このレースには猟が非番で退屈をしている犬や、猟犬としては能力があまり芳しくない屑犬を満足させ、本能を満たすという意味合いもある。実際にルアーを追って疾走している犬たちを調査したところ、強い快感と喜びを感じていたことが証明されている。
トレイルハウンドは現在も地域限定の犬種で、他の地域では飼育されていない。原産地では猟犬/レース犬としてだけでなく、番犬やペットとしても飼育が行われている。FCIや各国のケネルクラブには公認されていない。

## 特徴
フォックスハウンド系の犬種で、イングリッシュ・フォックスハウンドよりもスリムで脚が長く、俊足である。筋肉質の引き締まった体つきで、マズル、脚、胴、尾が長い。耳は垂れ耳、尾は飾り毛のないサーベル形の垂れ尾。コートはスムースコートで、毛色はミルク・アンド・ブラウンやハウンドカラー、タン・アンド・ブラックなど。身体能力が高い。大型犬サイズで、性格は明朗で活発、知的で愛情深い。しつけの飲み込みは普通だが、状況判断力が優れている。子供や他の犬に対しても友好的に接する。然し、猟犬であるため吠え声が大きく狩猟本能が高く、レース犬であるため俊足で運動量が非常に多い。